# Рад (футбольный клуб)
«Рад» (серб. FK Rad Beograd / ФК Рад Београд) — сербский футбольный клуб из города Белград, в одноимённом округе в центральной Сербии. Клуб основан в 1958 году, домашние матчи проводит на стадионе «Краль Петар I», вмещающем 5 174 зрителя. Лучшими результатами в чемпионатах Югославии и Сербии является 4-е место в сезонах 1988/89 и 2010/11.

## Выступления в еврокубках
| Сезон   | Турнир           | Раунд | Соперник           | 1 матч | 2 матч | Итог  |
| ------- | ---------------- | ----- | ------------------ | ------ | ------ | ----- |
| 1989/90 | Кубок УЕФА       | 1 Р   | Олимпиакос (Пирей) | 2 : 1  | 0 : 2  | 2 : 3 |
| 2011/12 | Лига Европы УЕФА | 1 кв  | Тре Пенне          | 6 : 0  | 3 : 1  | 9 : 1 |
|         |                  | 2 кв  | Олимпиакос (Волос) | 0 : 1  | 1 : 1  | 1 : 2 |

- Домашние игры выделены жирным шрифтом

## Фанаты
Фанаты «Рада» известны под названием United Force. Их союзник — «Зенит», а оппоненты — ОФК, «Вождовац», «Нови Пазар».